# Jim Ed Brown
James Edward Brown (Sparkman, 1 april 1934 – Franklin, 11 juni 2015) was een Amerikaanse countryzanger, der midden jaren 1950 zijn carrière begon als lid van The Browns en later samenwerkte met Helen Cornelius.

## Biografie
Jim Ed Brown groeide op op een boerderij in Arkansas. Na het winnen van een talentenjacht had hij samen met zijn zus Maxine eerste optredens bij plaatselijke radiozenders. Later voegde zich zijn andere zus Bonnie bij hen. Samen vormden ze het trio The Browns, dat in 1959 een wereldhit had met The Three Bells. In 1965 besloot Brown om een solocarrière te beginnen, ondanks dat het trio het verder zeer goed deed. Zijn beide zusters trokken zich twee jaar later terug uit de muziekbusiness om zich te bekommeren om hun families. De weg voor Brown was daarmee vrij, temeer omdat RCA Records zijn plannen steunde.
Zijn eerste aanzienlijke succes lukte hem al in 1967, toen You Can Have Her Going zich in de top 20 kon plaatsen. In hetzelfde jaar plaatste hij zich met Pop A Top in de countryhitlijst op positie 3. In 1970 lukte hem met Morning een verder top 10-succes. Verdere hits waren Sometimes Sunshine, Southern Loving en It' That Time Of Night.
In 1976 begon hij met Helen Cornelius in duet te zingen. Reeds hun eerste gezamenlijke single I Don't Want To Have To Marry You plaatste zich aan de top van de countryhitlijst. Een jaar later werden ze door de Country Music Association tot duo van het jaar gekozen. Ook tijdens de komende jaren waren Brown en Cornelius succesvol, ook zelfs toen geen nummer 1-hits meer werden gehaald. In 1981 na een lange reeks top 10-hits en meerdere gezamenlijke albums, beëindigden beiden de samenwerking.
Brown trad verder op in de Grand Ole Opry en in tv-shows. Midden jaren 1980 opende hij in Nashville het Jim Ed Theater, waarin hij zelf soms op het podium stond. In februari 2015 bracht hij na meer dan 30 jaar onderbreking het album In Style Again uit.
Brown werd kort voor zijn dood opgenomen in de Country Music Hall of Fame. De bijbehorende medaille werd hem door zijn vriend Bill Anderson uitgereikt op 4 juni 2015. De officiële ceremonie was gepland voor de herfst van 2015.

## Overlijden
Jim Ed Brown overleed op 11 juni 2015 op 81-jarige leeftijd in Franklin aan de gevolgen van longkanker.

## Discografie

### Singles
RCA Records
- 1967:	Pop A Top
- 1967:	Bottle Bottle
- 1969:	Man And Wife Time
- 1970:	Morning
- 1973:	Southern Loving
- 1974:	Sometime Sunshine

### Albums
RCA Victor
- 1966:	Alone With You
- 1967:	Just Jim & The Gems
- 1967:	Gems By Jim
- 1968:	Bottle-Bottle
- 1968:	This Is My Beat!
- 1969:	Country's Best On Record
- 1969:	Remember Me
- 1969:	Jim Ed Sings The Brown
- 1970:	Just For You
- 1970:	Going Up Country
- 1971:	She's Leavin'
- 1971:	Morning
- 1971:	Angel's Sunday
- 1972:	Evening
- 1972:	Brown Is Blue
- 1973:	Barrooms And Pop-A-Tops
- 1973:	Southern Loving
- 1973:	Best Of Jim Ed Brown
- 1974:	It's That Time Of The Night
- 1976:	I Don't Want To Have To Marry You met Helen Cornelius
- 1977:	Born Believer met Helen Cornelius
- 1978:	I'll Never Be Free met Helen Cornelius
- 1979:	You Don't Bring Me Flowers met Helen Cornelius
- 1980:	One Man, One Woman met Helen Cornelius

Plowboy Records
- 2015:	In Style again met Vince Gill en Helen Cornelius

- Bibliothèque nationale de France: cb13943460n (data)
- Gemeinsame Normdatei: 134337883
- International Standard Name Identifier: 0000 0001 1944 5171
- Library of Congress Control Number: n95113363
- MusicBrainz: 7e867242-c616-468c-82c5-da1669efe335
- Nationale Bibliotheek van Tsjechië: xx0216395
- SNAC: w6nk3wjn
- Virtual International Authority File: 29722981
- WorldCat: E39PBJxWWKvWQbqwrKCBH6Gfv3